# 西方站 (高知縣)
西方站（日语：／ Nishigahō eki */?）是一位於日本高知縣四萬十市西土佐西方、隸屬於四國旅客鐵道（JR四國）的鐵路車站。車站編號為G35。車站位處山谷地區，四周多為農地或未開發土地．居民疏落。而跟真土站一樣，本站是位處高知縣界旁邊，是高知縣最西邊的鐵路車站。
另外，同縣內的土佐黑潮鐵道中村線，亦有一個名稱相近「西大方站」，但兩者相隔一段距離。

## 車站結構
本站沒有車站站舍，但在車站外圍建有洗手間。由於月台被樹木所包圍，加上沒有指示版，較能尋找。只設有側式月台1個，為1線1面的月台配置，列車不能在此進行交換。
月台設有木製有蓋候車亭，其中背面為密封。有效長度為5卡。月台出入口為無障礙通道，靠近往真土站方向。列車到站時，往宇和島方向時左邊車門會打開；往江川崎方向，右邊車門則會打開。
由於不設自動售票機，附近亦沒有任何委託店舖，乘客只能在上車時提取車票。

### 月台配置
| 路線    | 方向     | 目的地           |
| ------- | -------- | ---------------- |
| ■予土線 | （上行） | 江川崎、窪川方向 |
| ■予土線 | （下行） | 近永、宇和島方向 |

## 歷史
- 1953年3月26日：國鐵宇和島線由吉野生站延伸至江川崎站時開業，為當時唯一的中途站。
- 1987年4月1日: 日本國鐵分割民營化，車站的營運由JR四國繼承。

## 使用狀況
根據國土交通省「國土數值情報」，以下為1日平均上下車人次：
| 年度 | 1日平均 乘車人次 | 1日平均 乘車人次 |
| ---- | ---------------- | ---------------- |
| 2011 | 4                |                  |
| 2012 | 4                |                  |
| 2013 | 2                |                  |
| 2014 | 6                |                  |
| 2015 | 12               |                  |
| 2016 | 12               |                  |
| 2017 | 10               |                  |
| 2018 | 10               |                  |
| 2019 | 8                |                  |
| 2020 | 10               |                  |
| 2021 | 8                |                  |
| 2022 | 4                |                  |

## 相鄰車站
四國旅客鐵道（JR四國）
■予土線
江川崎（G34）－西方（G35）－真土（G36）

## 外部連結
- JR四國西方站 （页面存档备份，存于）